# غول جمال (مسلسل)
غول جمال (بالتركية: Gülcemal)‏ هو مسلسل درامي تركي من إخراج يوسف بيرحسن. تم إنتاجه عام 2023.

## قصة المسلسل
تدور أحداث المسلسل حول غول جمال (مراد أونالمش) وأخته غولندام (نيلاي إردونميز) اللذان تخلت عنهما أمهما من أجل الزواج بشخص آخر، ليقرر غول جمال الانتقام منها إلى أن يلتقي بالشابة الحسناء ديفا (ميليس سيزن) التي تعمل لصالح والدته.

## الشخصيات
- مراد أونالمش في دور غول جمال شاهين
- ميليس سيزن في دور ديفا نقّاش أوغلو
- نيلاي إردونميز في دور غولندام شاهين
- أديب تيبيلي في دور ميرت
- أتيلا شنديل في دور خليل إبراهيم
- جاهد غوك في دور وفاء
- أيدا أكسل في دور ظفر بهليفان
- نيلوفر أتشيكالين في دور غارا
- صامد كان كويوجو في دور أرمان بهليفان
- ميلتم أكتشول في دور إيبيك
- صباح الدين ياقوت في دور أمر الله

## وصلات خارجية
- صفحة المسلسل على قناة فوكس (بالتركية)
- صفحة المسلسل على IMDb (بالإنجليزية)